# Humbertochloa
Humbertochloa A.Camus& Stapf é um género botânico pertencente à família Poaceae.